# Болије (Орн)
Болије (фр. Beaulieu) насеље је и општина у северној Француској у региону Доња Нормандија, у департману Орн која припада префектури Мортањ о Перш.
По подацима из 2011. године у општини је живело 211 становника, а густина насељености је износила 11,68 становника/km². Општина се простире на површини од 18,06 km². Налази се на средњој надморској висини од 196 метара (максималној 234 m, а минималној 188 m).

## Демографија
| 1962. | 1968. | 1975. | 1982. | 1990. | 1999. | 2011. |
| ----- | ----- | ----- | ----- | ----- | ----- | ----- |
| 243   | 232   | 213   | 182   | 186   | 186   | 211   |

График промене броја становника у току последњих година